# Burmeistera glauca
Burmeistera glauca är en klockväxtart som först beskrevs av Franz Elfried Wimmer, och fick sitt nu gällande namn av Henry Allan Gleason. Burmeistera glauca ingår i släktet Burmeistera och familjen klockväxter.
Artens utbredningsområde är Panamá. Inga underarter finns listade i Catalogue of Life.